# Passing Through (film 1921)
Passing Through è un film muto del 1921 diretto da William A. Seiter sotto la supervisione di Thomas H. Ince.

## Produzione
Il film fu prodotto dalla Thomas H. Ince Corporation.

## Distribuzione
Distribuito dalla Famous Players-Lasky Corporation e Paramount Pictures, il film uscì nelle sale cinematografiche degli Stati Uniti il 14 agosto 1921.
Non si conoscono copie ancora esistenti della pellicola che viene considerata presumibilmente perduta.